# Класифікація гірських порід
Класифіка́ція гірськи́х порі́д — здійснюється за генезисом, складом, будовою та властивостями гірських порід.

## Загальний опис
У генетичній класифікації породи поділяють за походженням, в інженерно-геологічних і петрографічних класифікаціях — за мінеральним складом і структурно-текстурним особливостями.
У гірничій практиці використовують окремі класифікації, що побудовані на розділенні порід за яким-небудь одним фізичним параметром. Наприклад, класифікація гірських порід за пористістю, густиною, модулем пружності, міцністю, тривкістю, буримістю, вибуховістю та ін. Класифікація гірських порід за базовими фізичними властивостями дає можливість систематизованого їх вивчення і сприяє прогнозуванню властивостей.
Основними ознаками, які визначають властивості гірських порід є їх мінералогічний склад і будова. За ступенем зв'язку мінеральних зерен і частинок усі породи поділяють на тверді, зв'язні і роздільно-зернисті (пухкі). Скельні породи (тверді) поділяють на пористі і практично непористі, зв'язні і роздільно-зернисті — на пористі.
| Коди класифікації порід за ознаками будови | Коди класифікації порід за ознаками будови | Коди класифікації порід за ознаками будови | Коди класифікації порід за ознаками будови | Коди класифікації порід за ознаками будови | Коди класифікації порід за ознаками будови | Коди класифікації порід за ознаками будови | Коди класифікації порід за ознаками будови | Коди класифікації порід за ознаками будови |
| ------------------------------------------ | ------------------------------------------ | ------------------------------------------ | ------------------------------------------ | ------------------------------------------ | ------------------------------------------ | ------------------------------------------ | ------------------------------------------ | ------------------------------------------ |
| Скельні породи                             | Скельні породи                             | Скельні породи                             | Скельні породи                             | Скельні породи                             | Скельні породи                             | Зв'язні і пухкі                            | Зв'язні і пухкі                            | Зв'язні і пухкі                            |
| Непористі (1)                              | Непористі (1)                              | Непористі (1)                              | Пористі (2)                                | Пористі (2)                                | Пористі (2)                                | Пористі (3)                                | Пористі (3)                                | Пористі (3)                                |
| Статистичні і матричні                     | Матричні                                   | Матричні                                   | Статистичні і матричні                     | Матричні                                   | Матричні                                   | Статистичні і матричні                     | Матричні                                   | Матричні                                   |
| Ізотропні                                  | Анізотропні                                | Анізотропні                                | Ізотропні                                  | Анізотропні                                | Анізотропні                                | Ізотропні                                  | Анізотропні                                | Анізотропні                                |
| Ізотропні                                  | Шаруваті                                   | Прожилкові                                 | Ізотропні                                  | Шаруваті                                   | Прожилкові                                 | Ізотропні                                  | Шаруваті                                   | Прожилкові                                 |
| 1.1                                        | 1.2                                        | 1.3                                        | 2.1                                        | 2.2                                        | 2.3                                        | 3.1                                        | 3.2                                        | 3.3                                        |

| Таблиця 2. Коди класифікації порід за провідними мінералами | Таблиця 2. Коди класифікації порід за провідними мінералами | Таблиця 2. Коди класифікації порід за провідними мінералами | Таблиця 2. Коди класифікації порід за провідними мінералами |
| Код                                                         | Мінерал                                                     | Код                                                         | Мінерал                                                     |
| ----------------------------------------------------------- | ----------------------------------------------------------- | ----------------------------------------------------------- | ----------------------------------------------------------- |
| 01                                                          | Кварц                                                       | 11                                                          | Гіпс                                                        |
| 02                                                          | Польові шпати                                               | 12                                                          | Галоїди                                                     |
| 03                                                          | Олівін                                                      | 13                                                          | Глинисті                                                    |
| 04                                                          | Піроксени                                                   | 14                                                          | Слюди                                                       |
| 05                                                          | Доломіт                                                     | 15                                                          | Сірка                                                       |
| 06                                                          | Рогова обманка                                              | 16                                                          | Хлорит, Тальк                                               |
| 07                                                          | Апатит                                                      | 17                                                          | Вуглецеві                                                   |
| 08                                                          | Серпентин                                                   | 18                                                          | Магнетит                                                    |
| 09                                                          | Кальцит                                                     | 19                                                          | Інші залізорудні мінерали                                   |
| 10                                                          | Нефелін                                                     | 20                                                          | Інші рудні мінерали                                         |

Розподіл порід за основними ознаками будови (табл. 1) і провідними мінералами (табл. 2) складають основну схему класифікацію гірських порід, за котрою загальний код породи складається з коду провідного (основного) мінералу, кодів одного або двох додаткових мінералів і в кінці — код будови породи.
За цією схемою коди:
- граніту: 02-01—1.1;
- аркозового піску: 02—01—3.1;
- кам'яного вугілля: 17—13—2.2;
- вуглистого сланцю: 13—17—2.2;
- піроксеніту: 04—03—1.1;
- габро: 02—04—2.1;
- гнейсу: 02—01—14—1.2;
- мармуру: 09—2.1;
- антрациту: 17—2.1.

Гірські породи систематизують також за придатністю для біологічної рекультивації з урахуванням властивостей ґрунтів. ГОСТ 17.5.1.01-83, п. 23.

## Класифікація гірських порід за Л. А. Шрейнером
На підставі численних досліджень Л. А. Шрейнер запропонував класифікацію гірських порід, що вигідно відрізняється від шкали твердості Мооса тим, що вона найповніше враховує основні фізико-механічні властивості гірських порід, які впливають на процес буріння.
До I групи за Шрейнером належать породи, які не дають загаль-ного крихкого руйнування (слабко зцементовані піски, суглинки, вапняк-черепашник, мергелі, глини з частими прошарками пісковиків, мергелів тощо).
До II групи належать пружно-пластичні породи (сланці, доломі-тизовані вапняки, міцні ангідрити, доломіти, конгломерати на креме-нистому цементі, кварцово-карбонатні породи тощо).
До III групи належать пружно-крихкі, переважно вивержені та метаморфічні породи.